# Jerzy Melcer
Jerzy Melcer (Białystok, 10 de março de 1949) é um ex-handebolista profissional polaco, medalhista olímpico.
Jerzy Melcer fez parte do elenco medalhista de bronze das Olimpíadas de Montreal, em 1976. Ele jogou cinco partidas anotando 19 gols.